# Джанич, Ферид
Ферид Джанич (сербохорв. Ferid Džanić; 1918, Бихач — 17 сентября 1943, Вильфранш-де-Руэрг) — боснийский солдат, участник единственного бунта в Ваффен-СС во французском местечке Вильфранш-де-Руэрг.

## Биография
Родился в богатой боснийской семье в Бихаче в 1918 году. Был кадетом Югославской королевской армии, когда встретил Апрельскую войну. Осенью 1942 года, спасаясь от ареста, вступил в ряды партизан, служил в 8-й краинской ударной бригаде. В начале 1943 года в Западной Боснии во время патруля был схвачен немцами в рамках операции «Вайсс» и отправлен в лагерь в Сараево, где вынужден был вступить в 13-ю горную дивизию СС «Ханджар».
Джанич дослужился до звания унтерштурмфюрера СС. В июле 1943 года Джанич начал готовить восстание внутри дивизии, пока та находилась на территории Германии. Во время пребывания в Германии Джанич встретил Божо Еленека, который примкнул к сторонникам восстания. В августе 1943 года дивизию отправили во Францию, и там в число заговорщиков попал юный Никола Вукелич. Все трое несли службу в 13-м горном сапёрном батальоне СС, который был расквартирован в Вильфранш-де-Руэрг.
Боснийцы и хорваты, служившие в этой дивизии, постоянно подвергались муштре и физическому унижению со стороны немецких офицеров СС. 7 сентября 1943 года рядовой состав переселили в бараки, а немецких офицеров отправили в гостиницу. Вскоре до проживавших в Вильфранш-де-Руэрг дошли слухи о том, как усташи, немцы и четники преследуют мусульманское население в Боснии, а вкупе с намерениями командования отправить дивизию в Германию и затем в Россию среди личного состава начало расти недовольство. 17 сентября 1943 года они подняли бунт, который, однако был быстро подавлен.
5 немецких солдат погибли в ходе бунта, множество солдат 13-й дивизии СС были убиты. Около 800 выживших бунтовщиков были сосланы в Дахау. Среди погибших был и Ферид Джанич.